# Claude Gueux (criminel)
Cet article concerne le criminel français Claude Gueux. Pour le roman de Victor Hugo, voir Claude Gueux.
Pour les articles homonymes, voir Gueux.
Claude Gueux (1804-1832) est un criminel français principalement connu pour la représentation qu'en a faite Victor Hugo dans Claude Gueux, récit journalistique pamphlétaire et réquisitoire contre la peine de mort.

## Biographie

### Enfance et incarcérations

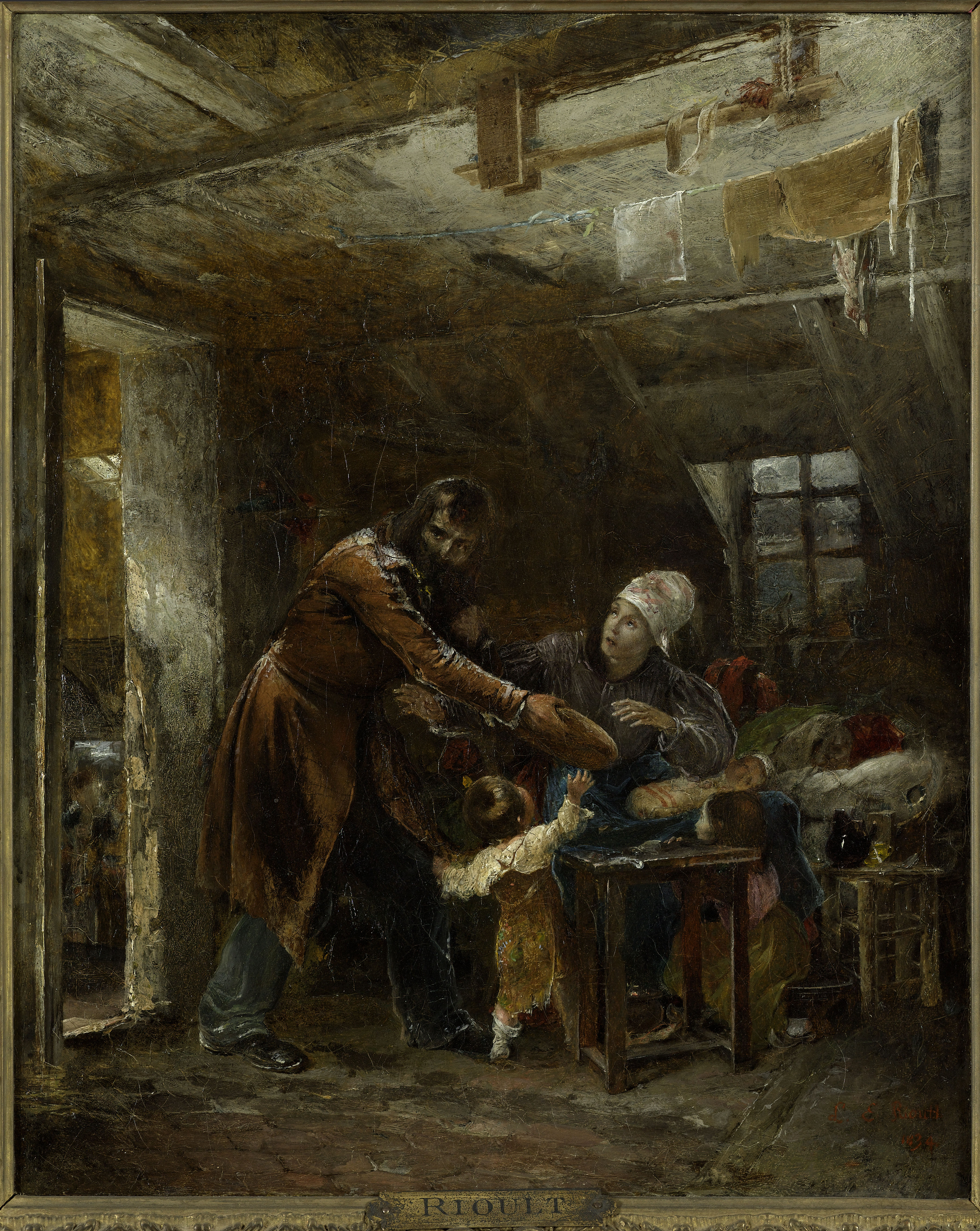
Louis-Edouard Rioult, Claude Gueux rapportant à sa famille le pain volé, 1834.

Gueux naît à Chassagne-Montrachet, le 28 floréal de l'an 12 de la République française, soit le 18 mai 1804. Il est le fils d’Élisabeth Simard et d’Étienne Gueux. Ses parents sont tous deux journaliers et illettrés. Ses frères et sœurs meurent tous en bas âge.

À l’âge de 14 ans, il fait un an de prison pour avoir volé de l'avoine. En 1823, il est condamné à cinq ans de prison pour plusieurs vols effectués à Paris, où il réside. Il est incarcéré à la prison de Clairvaux,, où son père est déjà détenu.

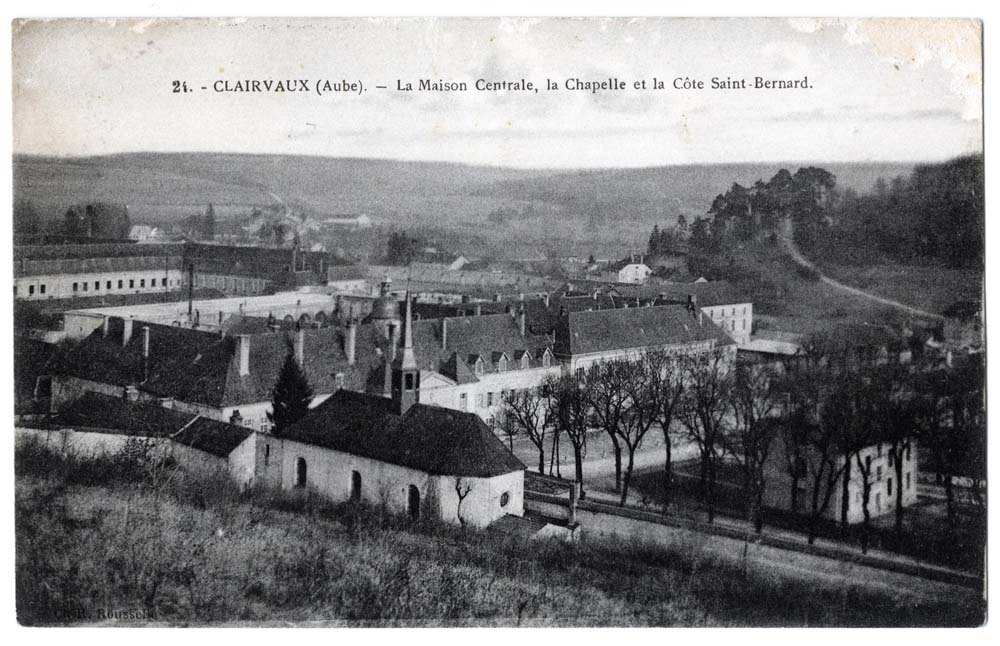
Maison centrale de Ville-sous-la-Ferté

En raison de son impressionnante carrure physique, il y est admiré, craint et respecté. Il partage sa cellule avec une prostituée avec qui il a un enfant.
Le gardien-chef de l'atelier de la prison, un certain Delacelle, lui confie même quelques responsabilités, telles que la gestion des conflits ainsi que la surveillance de l’application des règles de l’établissement.
En 1828, il se fait trancher un doigt lors d'une bagarre entre détenus. Il menace aussi Delacelle, avec son propre sabre qu'il vient de lui subtiliser, avant d’être maitrisé par le personnel de la prison. Il passe vingt-quatre heures au cachot et voit sa peine allongée ,.
Claude Gueux est libéré en 1829. Il est alors âgé de 25 ans. Néanmoins, la même année, pour avoir volé une jument, il est de nouveau incarcéré à la prison de Clairvaux afin d'y purger une nouvelle peine de huit ans. En 1831, il tente de s’évader, mais en vain.
Par la suite, il a une liaison avec Albin Legrand, surnommé Albin, l'un de ses collègues d'atelier, qui devient son nouveau compagnon de cellule. Delacelle n’apprécie guère les mœurs des deux codétenus, qu'il considère contre-nature et qui sont, à cette époque, condamnées par la loi. Il l'envoie donc dans un autre atelier et le change de cellule.
Gueux fera, à de nombreuses reprises, la requête à Delacelle de réintégrer son ancien atelier ainsi que de partager de nouveau la cellule d'Albin, requête qui sera constamment refusée,.

### Crime
Un matin de novembre 1831, Claude Gueux dérobe une hache dans l'atelier de menuiserie où il travaille et la dissimule dans l'une des jambes de son pantalon,. Dans la journée, il parvient à dérober une paire de ciseaux. Il fait aussi part à ses codétenus de ses sinistres intentions.
Vers 19 heures, alors que le gardien chef de la prison, accompagné de Delacelle, rentre dans l'atelier, il fait de nouveau part de sa requête à ce dernier : retrouver Albin. Delacelle reste muet.
Claude Gueux se saisit alors de sa hache et le frappe à cinq reprises. Trois fois au sommet du crâne, une fois au visage et une fois à la cuisse. Ensuite, il se saisit des ciseaux et se poignarde lui-même la poitrine à plusieurs reprises avant de s'effondrer à côté du cadavre de Delacelle.
Gueux survit à sa tentative de suicide. Il passe plusieurs mois à l’hôtel Dieu de Troyes,.

### Procès et peine
Le 16 mars 1832, Claude Gueux comparaît en justice, au tribunal de Troyes. Il légitime son acte comme une réponse au harcèlement subi de la part de Delacelle. Il raconte le déchirement qu'il a ressenti lorsqu'il fut séparé d'Albin. Il explique que son transfert vers un autre atelier a considérablement réduit son salaire,, qui lui permettait, jusqu'alors, de nourrir son père,. Aussi, il prétend que ses codétenus comprennent et soutiennent son acte.
Bien que sa plaidoirie suscite l'empathie du public, les autres prisonniers ne veulent pas témoigner contre Claude Gueux ,, y compris Albin Legrand. Au bout de quatre heures, les jurés annoncent leur verdict : la peine de mort,. Il sera exécuté à Troyes, car le gouvernement craignait une révolte si son exécution avait lieu devant les autres détenus de Clairvaux, qui lui vouaient une admiration aussi forte que la haine[réf. nécessaire] que lui avait opposée Delacelle.
Il passe à nouveau près de trois mois à l’hôtel Dieu de Troyes, où il contracte le choléra qui sévissait alors, et en guérit.
Le 1er juin 1832, à huit heures du matin, il est emmené à la place publique de Troyes. Après avoir enlacé le prêtre qui l'accompagnait, Claude Gueux fait don de cinq francs aux religieuses de l’hôtel Dieu avant de se coucher sous la lame de la guillotine,.

## Culture
- Victor Hugo, Claude Gueux, Revue de Paris, 1834. Ayant découvert l'affaire dans la presse, Victor Hugo écrit son récit cinq ans après Le Dernier Jour d'un condamné[2]. Il prend toutefois quelques libertés par rapport à la réalité historique, notamment en gommant l'aspect passionnel du crime[4]. Il a droit à plusieurs adaptations parmi lesquelles on peut citer :
  - 2007 : Claude Gueux, pièce de théâtre mise en scène par Sarkis Tcheumlekdjian[5].
  - 2009 : Claude Gueux : épisode de la série Contes et nouvelles du XIXe siècle, le roman fait l'objet d'une adaptation télévisuelle, et le rôle de Claude Gueux est confié à l'acteur Samuel Le Bihan.
  - 2013 : Claude, opéra composé par Thierry Escaich sur un livret de Robert Badinter et mis en scène par Olivier Py. Il est créé à l'opéra de Lyon le 27 mars 2013 avec Jean-Sébastien Bou et Jean-Philippe Lafont[6].